# Boris Kowal
Boris Andronikowicz Kowal (ros. Борис Андроникович Коваль, ur. 1903 w chutorze Sołotin w guberni wołyńskiej, zm. 3 czerwca 1959 w Kijowie) – radziecki działacz państwowy i partyjny.

## Życiorys
Był słuchaczem fakultetu robotniczego w Kamieńcu Podolskim, służył w Armii Czerwonej, w latach 1927–1931 studiował na Wydziale Metalurgicznym Kijowskiego Instytutu Politechnicznego, później był aspirantem Ukraińskiego Naukowo-Badawczego Instytutu Metali w Charkowie i starszym pracownikiem naukowym. Od 1927 należał do WKP(b), od lipca 1941 był I sekretarzem Kaganowiczskiego Komitetu Rejonowego KP(b)U w Charkowie, 1941–1942 pełnomocnikiem Komitetu Obwodowego KP(b)U w Charkowie w rejonach przyfrontowych, a 1942-1944 partyjnym organizatorem KC WKP(b) fabryki Ludowego Komisariatu Przemysłu Lotniczego ZSRR. W latach 1944–1946 był dyrektorem fabryki Ludowego Komisariatu Przemysłu Lotniczego ZSRR, 1946–1947 kierownikiem Wydziału Przemysłu Lekkiego i Lokalnego Komitetu Obwodowego KP(b)U w Charkowie i zastępcą sekretarza tego komitetu ds. przemysłu, a od 1947 do czerwca 1948 II sekretarzem Komitetu Obwodowego KP(b)U w Charkowie. Od czerwca 1948 do stycznia 1949 był I sekretarzem Komitetu Obwodowego KP(b)U w Charkowie, od 12 stycznia 1949 do stycznia 1950 I sekretarzem Komitetu Obwodowego KP(b)U we Lwowie, a od 28 stycznia 1949 do 23 września 1952 członkiem KC KP(b)U. Od stycznia 1950 do 1953 szef Zarządu ds. Wyższej Szkoły przy Radzie Ministrów Ukraińskiej SRR, w latach 1953–1955 zastępcą ministra kultury Ukraińskiej SRR, a od 26 marca 1954 do końca życia członkiem Komisji Rewizyjnej KPU. Od 1955 do śmierci był ministrem szkolnictwa wyższego Ukraińskiej SRR, a od 21 stycznia 1956 do 3 czerwca 1959 przewodniczącym Komisji Rewizyjnej KPU. Został odznaczony dwoma Orderami Czerwonego Sztandaru Pracy i Orderem Czerwonej Gwiazdy.